# Trofeo Andrea Chiarotti
Il Trofeo Andrea Chiarotti è la denominazione ufficiale della Coppa Italia di hockey su slittino (o Coppa Italia di Para Ice Hockey); è una competizione annuale di hockey su slittino, nata nel 2018, che vede coinvolte le medesime squadre iscritte al campionato italiano.

## Storia e formula

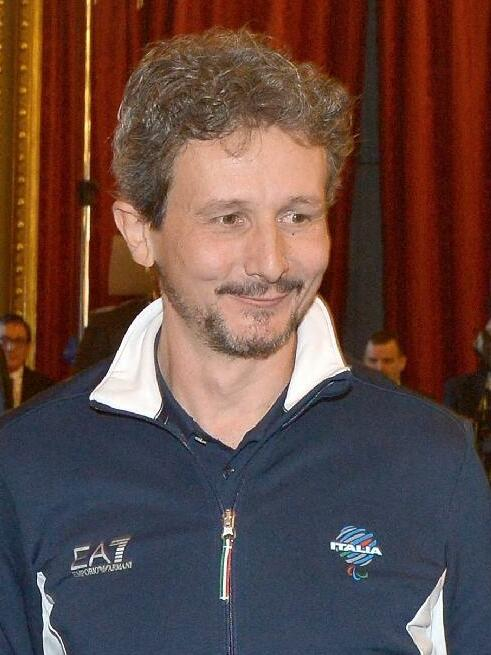
Andrea Chiarotti, cui il trofeo è stato dedicato a partire dal 2022

Nella prima edizione (stagione 2017-2018), le tre compagini si sono affrontate in un fine settimana in un girone di andata e ritorno con incontri di durata ridotta (due tempi da 15 minuti, invece dei canonici tre tempi), eventualmente seguiti dagli shootout in caso di parità.
Nella stagione successiva il trofeo non è stato assegnato, mentre per due stagioni (2019-2020 e 2020-2021) è stato assegnato alla squadra vincitrice della stagione regolare.
A partire dal 2022, la Coppa Italia è tornata ad essere un trofeo indipendente, ed ha assunto la denominazione di Trofeo Andrea Chiarotti, in memoria del giocatore ed allenatore Andrea Chiarotti, morto nel 2018.

## Albo d'oro

### Come trofeo indipendente
| Stagione  | Stadio                               | Località  | Vincitore          | Secondo            | Terzo       |
| --------- | ------------------------------------ | --------- | ------------------ | ------------------ | ----------- |
| 2017-2018 | Palazzo del ghiaccio Giuseppe Bolino | Roccaraso | South-Tyrol Eagles | Armata Brancaleone | Tori Seduti |

### Alla vincitrice della stagione regolare del campionato
| Stagione  | Vincitrice della stagione regolare |
| --------- | ---------------------------------- |
| 2019-2020 | South-Tyrol Eagles                 |
| 2020-2021 | South-Tyrol Eagles                 |

### ComeTrofeo Andrea Chiarotti
| Stagione | Stadio        | Località      | Vincitore          | 2º posto                     | 3º posto      |
| -------- | ------------- | ------------- | ------------------ | ---------------------------- | ------------- |
| 2022     | PalaTazzoli   | Torino        | South-Tyrol Eagles | Western Para Ice Hockey Team | -             |
| 2023     | PalaTazzoli   | Torino        | South-Tyrol Eagles | Armata Brancaleone           | Tori Seduti   |
| 2024     | non disputata | non disputata | non disputata      | non disputata                | non disputata |
| 2025     | WürthArena    | Egna          | South-Tyrol Eagles | Western Para Ice Hockey Team | -             |